# Six Flags
Six Flags was de op een na grootste pretparkgroep in de Verenigde Staten. Het bezat in totaal 15 attractieparken en 20  waterparken (waarvan sommige in een attractiepark lagen). In juli 2024 is het bedrijf gefuseerd met Cedar Fair Entertainment Company tot Six Flags (FUN). Het bedrijf is genoemd naar de zes vlaggen die in de oprichtingsstaat Texas hebben gewapperd: de vlag van Spanje, de vlag van Frankrijk, de vlag van Mexico, de Lone Star Flag, de vlag van de Verenigde Staten en de vlag van de Geconfedereerde Staten van Amerika. Het eerste park was Six Flags Over Texas.
In 1999, een jaar nadat Six Flags overgenomen werd door Premier Parks, sloot het bedrijf een overeenkomst voor het gebruik van de WB Looney Tunes. Hiermee wilde de groep net zoals Disney de kleinsten aanspreken zodat ze hun favoriete figuurtje kunnen ontmoeten. Ook superhelden zoals Batman en Superman kregen attracties die naar hen genoemd werden.
Op 13 juni 2009 vroeg Six Flags surseance van betaling. Volgens het bedrijf kon het niet aan de verwachte uitbetaling van 300 miljoen dollar aan de aandeelhouders in augustus voldoen. Het bedrijf hoopte op een doorstart, maar na een reorganisatie werd de groep op 3 mei 2010 weer als gezond verklaard. alle parken van Six Flags, op Six Flags Kentucky Kingdom na, bleven deze periode gewoon geopend.
Na een poging in 2019 om de grootste concurrent, Cedar Fair Entertainment Company, over te nemen, zijn de groepen op 1 juni 2024 met elkaar gefuseerd. Ten tijde van de fusie lagen alle parken van Six Flags in de Verenigde Staten, met uitzondering van twee parken in Mexico en één attractiepark in Canada.

## Achtbanen
De attractieparken richtten zich vooral op adolescenten en boden dan ook een gevarieerd aantal achtbanen aan, en weinig thematisering. Wanneer een baan succesvol bleek, werd deze meestal in meerdere parken gebouwd. Zo kan de groep kosten besparen, aangezien het niet voor elk park verschillende attracties hoeft te laten ontwerpen.
Omdat Six Flags sinds de aankoop van de Europese divisie, en verergerd door de Kredietcrisis jaar na jaar verlies bleef maken, werden de laatste jaren een groot deel van hun parken verkocht. Ook begonnen ze zich meer en meer op families te richten in de hoop meer bezoekers te kunnen trekken.

## Six Flags in Europa
Van 1998 tot 2004 bezat Six Flags de Walibi Group en de twee Warner Brothers-parken (zijnde het huidige Movie Park Germany en Parque Warner Madrid) in Europa. Twee Walibi-parken werden omgetoverd tot Six Flags-parken, Walibi Waver en Walibi Flevo, de andere parken bleven Walibi parken. Wel waren er plannen voor een Six Flags France, dat had moeten komen waar nu het Walygator Grand-Est ligt (vroeger Walibi Lorraine). De omschakeling van Walibi naar Six Flags was echter niet succesvol te noemen, zeker in België bleef Walibi een sterker merk dan Six Flags. In Nederland kon het park niet genoeg bezoekers trekken om de massainvestering terug te verdienen, hoewel de bezoekersaantallen van beide parken er toch enorm op vooruit gingen. De reden voor het uitblijven van het succes had vooral te maken met het feit dat Six Flags dezelfde strategie als in de Verenigde Staten toepaste, terwijl in Europa pretparken meer door families bezocht worden en meer belang gehecht wordt aan thematisering dan bij de Six Flags-parken gebruikelijk is.
Alle parken van de voormalige Walibi groep, inclusief het Warner Brothers-park in Duitsland, zijn in het midden van 2004 verkocht aan de Europese investeringsmaatschappij Palamon. De parken met de Six Flags-naam werden hernoemd en kregen een Walibi-naam ervoor terug. Het Spaanse Warner Brothers-park werd aan een andere partij verkocht.

## Six Flags in Noord-Amerika
Ten tijde van de fusie was Six Flags de groep met de meeste attractieparken in Noord-Amerika. De volgende 27 afzonderlijke parken werden begin 2024 uitgebaat door Six Flags Entertainment Corporation (Six Flags was niet de eigenaar van al deze parken, maar wel de beheerder):

### Verenigde Staten
- Hurricane Harbor Georgia
- Six Flags America
- Six Flags Discovery Kingdom
- Six Flags Fiesta Texas
- Six Flags Great America
- Six Flags Great Adventure
- Six Flags Hurricane Harbor Arlington
- Six Flags Hurricane Harbor Chicago
- Six Flags Hurricane Harbor Concord
- Six Flags Hurricane Harbor Los Angeles
- Six Flags Hurricane Harbor New Jersey
- Six Flags Hurricane Harbor Oklahoma City
- Six Flags Hurricane Harbor Phoenix
- Six Flags Hurricane Harbor Rockford
- Six Flags Hurricane Harbor San Antonio
- Six Flags Hurricane Harbor SplashTown
- Six Flags Magic Mountain
- Six Flags New England
- Six Flags Over Georgia
- Six Flags Over Texas
- Six Flags St. Louis
- Six Flags White Water
- Six Flags Wild Safari
- The Great Escape & Splashwater Kingdom

#### Nieuwe parken
In juni 2018 kocht Six Flags twee pretparken en drie waterparken over van Premier Parks LLC-groep.
- Darien Lake
- Frontier City
- Wet n’ Wild Splashtown
- Wet n’ Wild Phoenix
- White Water Bay

### Canada
De Six Flags groep exploiteert één pretpark in Canada:
- La Ronde

### Mexico
De Six Flags groep exploiteert één pretpark en één waterpark in Mexico:
- Six Flags México
- Six Flags Hurricane Harbor Oaxtepec

### Voormalige Six Flags-pretparken in de Verenigde Staten
- Six Flags Astroworld (gesloten sinds 2005)
- Six Flags New Orleans (gesloten sinds 2005 na een overstroming door orkaan Katrina)
- Kentucky Kingdom (gesloten sinds 2009, heropening is op 24 mei 2014 onder de naam Kentucky Kingdom. Kentucky Kingdom is sinds 2013 eigendom van een groep lokale investeerders.)

## Records
Six Flags heeft jarenlang met Cedar Point gestreden voor het park met de meeste achtbanen en om de indrukwekkendste records op achtbanen te hebben. Dit leidde tot grootse ontwikkelingen in de achtbaanindustrie.
Tot de fusie met de eigenaar van Cedar Point bezat Six Flags nog altijd de hoogste achtbaan ter wereld, Kingda Ka, en de hoogste vrijevaltorens ter wereld, beide in Six Flags Great Adventure. Het record van meeste achtbanen in één pretpark, is in handen van Six Flags Magic Mountain.